# Ursula Borsche
Ursula Borsche (* 23. September 1945 in Mannheim;  Pseudonym: Uschi) ist eine deutsche Unternehmerin und Visagistin. Sie ist seit 1983 Geschäftsführerin der von ihr gegründeten Ursula Borsche GmbH für Foto-, Filmproduktionen und Werbung, mit Sitz in München.

## Leben
Ursula Borsche, geborene Tücking, wuchs als fünftes Kind des Ingenieurs Dagobert Tücking und seiner Frau Paula in Kaiserslautern auf. Von 1969 bis 1976 war Ursula Borsche mit dem Kameramann Kai Borsche, Sohn von Dieter Borsche, verheiratet. Sie hat eine Tochter. Sie war eine Tante der Moderatorin Stefanie Tücking († 2018).
Sie absolvierte eine Friseurlehre, danach bildete das Pfalztheater Kaiserslautern sie zur Maskenbildnerin weiter. Als Maskenbildnerin und Visagistin arbeitete sie von 1962 bis 1966 als Chefassistentin bei den Salzburger Festspielen. 1965 und 1966 war sie als Maskenbildnerin beim Hessischen Rundfunk tätig, unter anderem für die James Krüss Show, Einer wird gewinnen mit Hans Joachim Kulenkampff und den Blauen Bock mit Heinz Schenk.
Von 1967 bis 1969 arbeitete sie für den Saarländischen Rundfunk (Abteilung Show für Truck Branss). 1970 zog sie nach München und arbeitete freiberuflich für deutsche und internationale Film- und Showproduktionen. Von da an war Ursula Borsche Visagistin bei rund 100 Werbefilmen, Kinofilmen und Fernsehproduktionen. 1983 wechselte sie in die Werbung, gründete ein Fotostudio, aus dem schließlich die Ursula Borsche GmbH für Foto-, Filmproduktionen und Werbung entstand. Die Agentur betreute bis heute Kunden wie die BMW-Group, Escada, Sony Home Entertainment, BeYu Cosmetics und die St. Galler Kantonalbank. Von 2008 bis 2014 betrieb Ursula Borsche zudem die Münchner Diskothek Sugar.

## Arbeit als Visagistin

### Filme (Auswahl)
- Aus dem Leben eines Taugenichts (Alf Brustelin; Bernhard Sinkel)
- Jules und die Olympische Geister (Olympiafilm 72, Michael Pfleghar)
- Little Night Music (mit Elisabeth Taylor, Diana Rigg, Lesley Ann Down)
- Brass Target (mit Sophia Loren, John Cassavetes, Robert Vaughn)
- Paper Tiger (mit David Niven, Tashiro Mifune, Hardy Krüger)
- James Bond – For your eyes only (mit Roger Moore)
- Der letzte Zivilist (mit Max von Sydow)
- Anima-Symphonie Phantastic (mit Mathieu Carriere)

### Fernsehserien
- Der ganz normale Wahnsinn (Regie: Helmut Dietl)
- Monaco Franze (Regie: Helmut Dietl)